# Dawne polskie przejścia graniczne z Niemcami
Przejścia graniczne Polski i Niemiec – miejsca, które powstały w celu ułatwienia ruchu między Polską i Niemcami oraz ruchu tranzytowego przez ich terytoria.
Wszystkie przejścia graniczne na wspólnej granicy zostały zlikwidowane 21 grudnia 2007 r. w związku z przystąpieniem Polski do Strefy Schengen, a przekraczanie granicy dozwolone jest w każdym miejscu.
Do 20 grudnia 2007 r. znajdowały się czterdzieści trzy przejścia graniczne – 30 drogowych, 5 rzecznych oraz 8 kolejowych.

## Drogowe
- Bobolin-Schwennenz
- Buk-Blankensee
- Gryfino-Mescherin
- Gozdowice-Güstebieser Loose
- Gubin-Guben
- Gubinek-Guben
- Jędrzychowice-Ludwigsdorf
- Kołbaskowo-Pomellen
- Krajnik Dolny-Schwedt
- Kostrzyn-Kietz
- Krzewina Zgorzelecka-Ostritz

- Lubieszyn-Linken
- Łęknica-Bad Muskau

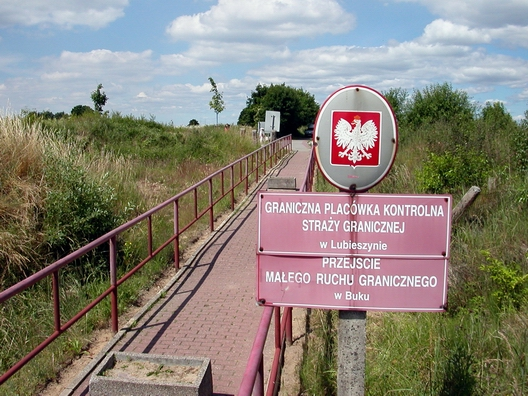
Przejście małego ruchu granicznego Buk-Blankensee

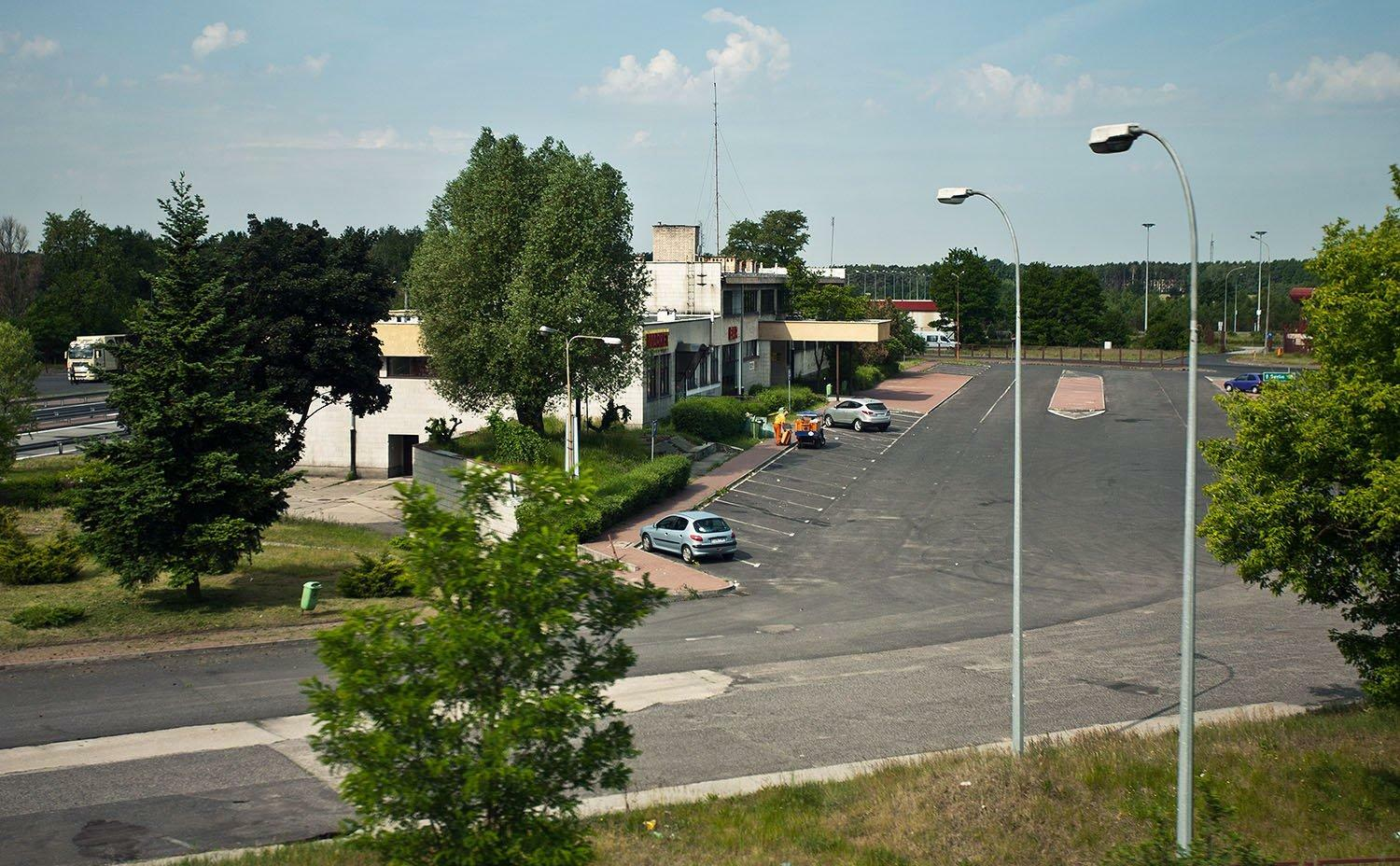
Przejście graniczne Olszyna-Forst

- Łęknica (Park Mużakowski)-Bad Muskau (Fürst-Pückler-Park)
- Olszyna-Forst
- Osinów Dolny-Hohenwutzen
- Pieńsk-Deschka
- Porajów-Zittau
- Przewóz-Podrosche
- Radomierzyce-Hagenwerder

- Rosówek-Rosow
- Siedlec-Zelz
- Sieniawka-Zittau
- Słubice-Frankfurt
- Świecko-Frankfurt
- Świnoujście-Garz
- Świnoujście-Ahlbeck
- Zasieki-Forst
- Zgorzelec-Görlitz

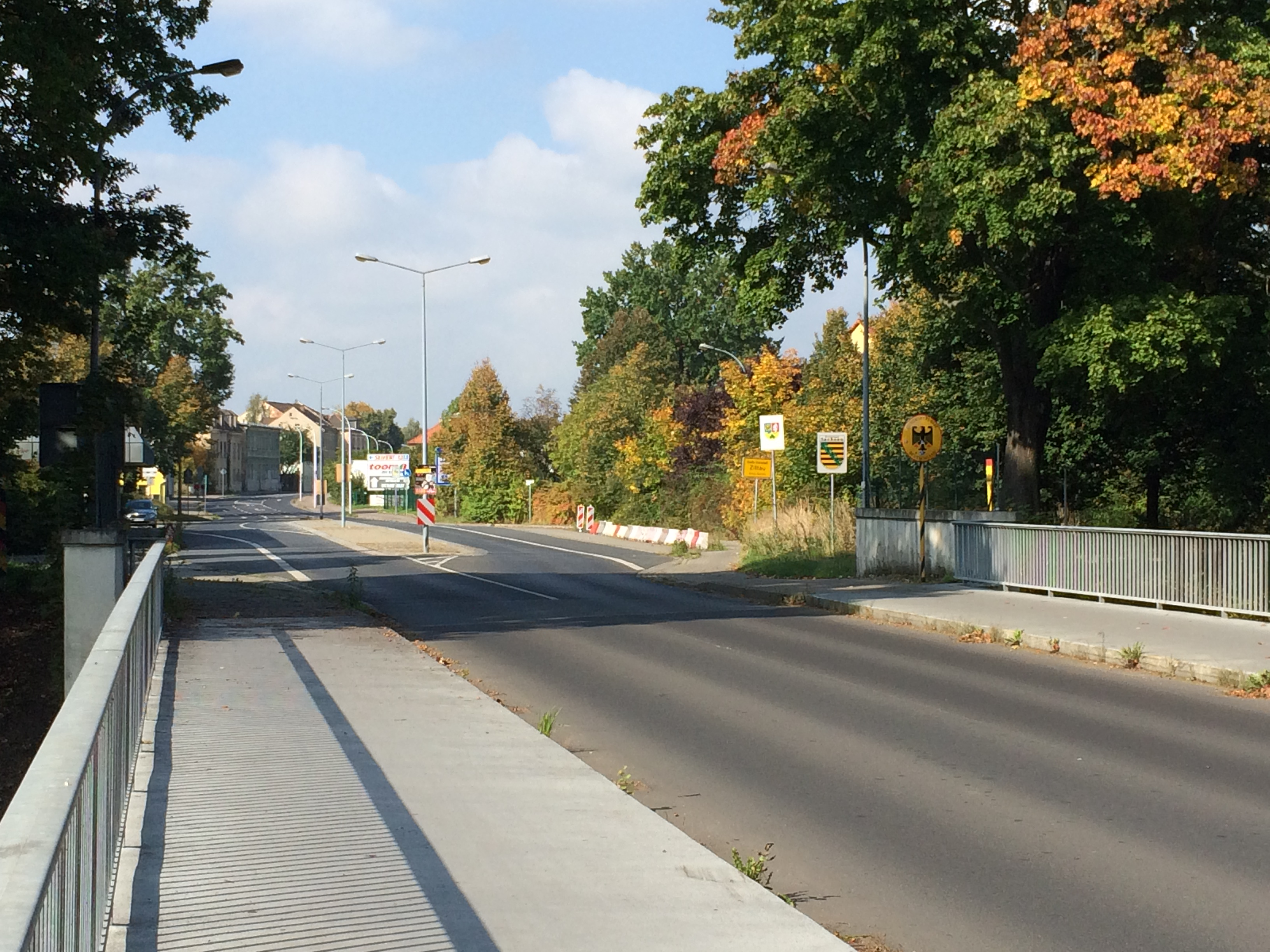
Przejście graniczne Porajów-Zittau

- Zgorzelec-Görlitz (Most Staromiejski)

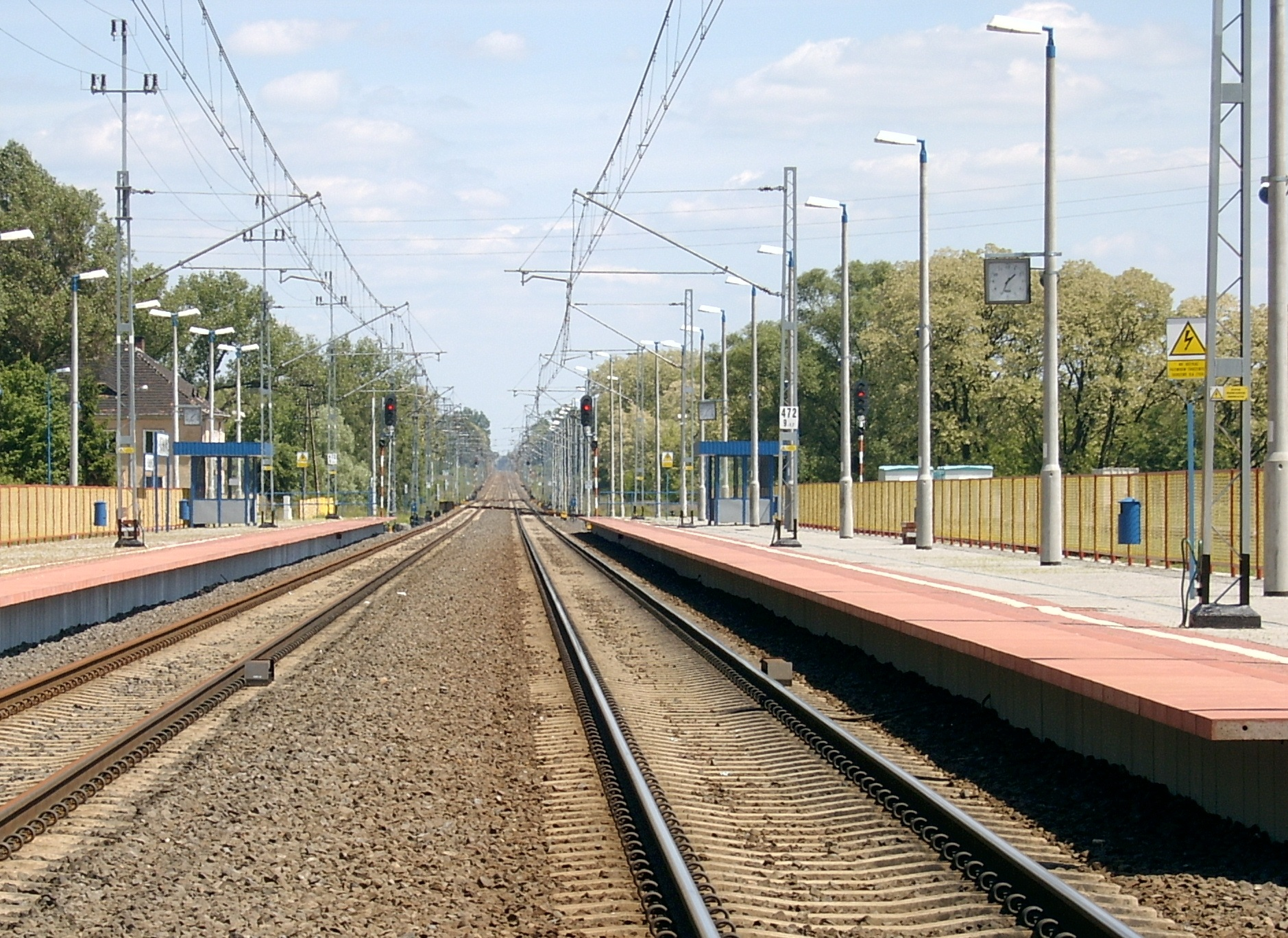
Stacja graniczna Kunowice

## Kolejowe
- Gubin-Guben
- Kostrzyn-Kietz
- Kunowice-Frankfurt
- Szczecin Gumieńce-Grambow
- Szczecin Gumieńce-Tantow
- Turoszów na granicy PRL i NRD
- Węgliniec-Horka
- Zasieki-Forst
- Zgorzelec-Görlitz

## Rzeczne
- Gryfino-Mescherin
- Miłów-Eisenhüttenstadt
- Osinów Dolny-Hohensaaten
- Słubice-Frankfurt
- Widuchowa-Gartz
- Trzebież na granicy PRL i NRD, przekształcone w morskie przejście graniczne.